# Dołki (Grodzisko)
Dołki – część wsi Grodzisko w Polsce położona w województwie opolskim, w powiecie strzeleckim, w gminie Strzelce Opolskie.